# Piotr Struve
Piotr Berngardovich Struve (26 de janeiro de 1870, Perm – 26 de fevereiro de 1944, Paris) foi um economista político, filósofo, historiador e editor de jornais e revistas. Um dos mais influentes intelectuais russos do século XX, foi uma impactante figura pública e política, que inicialmente ajudou a fundar o movimento marxista russo e a lançar a carreira de Lênin. Foi o principal fundamentador do marxismo legal e iniciou o revisionismo na Rússia. Contra os populistas russos, ele afirmava que o país deveria ainda passar pelo estágio do capitalismo.
Depois, abandonou o marxismo. Passou a ser um divulgador das ideias liberais e conservadoras e tornou-se um dos expoentes do idealismo russo, lançando seus manifestos junto com outros pensadores. Foi o teórico e cofundador do Partido Constitucional Democrata. Tornou-se o principal ideólogo da oposição antibolchevique durante a Guerra Civil e seu exílio.

## Biografia
Peter Struve é provavelmente o membro mais conhecido do ramo russo da família Struve. Filho de Bernhard Struve (governador de Astracã e mais tarde de Perm) e neto do astrônomo Friedrich Georg Wilhelm von Struve, ingressou no Departamento de Ciências Naturais da Universidade de São Petersburgo em 1889 e foi transferido para a faculdade de direito em 1890. Enquanto estava lá, ele se interessou pelo marxismo, participou de reuniões marxistas e narodniki (populistas) (onde conheceu seu futuro oponente Vladimir Lênin) e escreveu artigos para revistas publicadas legalmente—daí o termo marxismo legal, do qual ele se tornou o principal proponente. Em setembro de 1893, Struve foi contratado pelo Ministério das Finanças e trabalhou em sua biblioteca, mas foi demitido em 1º de junho de 1894, após uma prisão e uma breve detenção em abril-maio daquele ano. Em 1894, ele também publicou seu primeiro grande livro, Kriticheskie zametki k voprosu ob ekonomiceskom razvitii Rossii (Notas Críticas sobre o Desenvolvimento Econômico da Rússia) no qual defendeu a aplicabilidade do marxismo às condições russas contra críticos populistas.

### Dos liberais às origens do marxismo russo
A formação de convicções políticas no jovem ocorreu cedo; Struve lembrou mais tarde:
"... tal como em 1885 me tornei, por paixão e convicção, um liberal e constitucionalista, três anos depois tornei-me—desta vez apenas por convicção—um social-democrata. Só por convicção, porque o socialismo, não importa como você o entenda, nunca me inspirou nenhuma emoção, muito menos paixão. Tornei-me um adepto do socialismo puramente pela razão, chegando à conclusão de que este era o resultado historicamente inevitável do processo objetivo de desenvolvimento económico. Hoje em dia não penso mais nisso. (...) O socialismo me interessou principalmente como uma força ideológica—que... poderia ser direcionado tanto para a conquista das liberdades civis e políticas quanto contra elas"

— Meus encontros e confrontos com Lenin
Em 1889, ele deixou a casa dos pais e se estabeleceu na família da editora A. M. Kalmykova, segundo as memórias de Anna Elizarova-Ulyanova: "Struve cresceu em sua família, foi seu aluno durante seus anos de ginásio e, como ela disse, era mais próxima dela do que seu próprio filho, que seguiu um caminho diferente". Em 1889 começou a estudar ciências naturais e, no ano seguinte, na faculdade de direito da Universidade de São Petersburgo. Em 1890, lá ele se interessou pelo marxismo e fundou um círculo marxista. Este círculo incluiu A. N. Potresov e M. I. Tugan-Baranovsky.
Em 1892, estudou na universidade de Graz (Áustria) com o sociólogo L. Gumplowicz e decidiu tornar-se economista. Ao mesmo tempo, iniciou a sua atividade jornalística com artigos contra os populistas russos na imprensa social-democrata alemã. Ao retornar, ele deixou a Universidade Imperial de São Petersburgo (novembro de 1892). Atuou na secretaria geral do Ministério da Fazenda, como bibliotecário da Comissão Acadêmica do ministério (1893–1894). Em abril de 1894, ele foi preso por engano em conexão com o Grupo Narodnaya Volya. Passa 19 dias em prisão preventiva. Como resultado de tudo isso, ele se encontrava sob supervisão judiciário-policial.
Em agosto publicou o livro "Notas Críticas sobre a Questão do Desenvolvimento Econômico da Rússia", que abriu a era da luta do marxismo russo contra o populismo na imprensa jurídica e se tornou o "símbolo da fé" dos social-democratas na Rússia. O livro, que nomeou Struve como um dos principais teóricos do marxismo, provava a progressividade do capitalismo e terminou com as palavras: "Admitamos a nossa falta de cultura e vamos para a escola do capitalismo".
Em 1905, formou-se e se tornou membro da Sociedade Econômica Livre Imperial. Em janeiro de 1895, distribuiu em nome do Zemtsvo uma "Carta Aberta a Nicolau II" anônima, o qual, ao subir ao trono, confirmou seu rumo a uma política de contrarreformas. Como aluno externo, passou nos exames de um curso da Faculdade de Direito (1895). A partir de 10 de março de 1896, tornou-se assistente do procurador A. A. Nikonov no distrito da Câmara do Tribunal de São Petersburgo.
Ele então foi para o exterior para estudos adicionais e, em 1896, foi participante do Congresso de Londres da Segunda Internacional. Lá fez amizade com a famosa exilada revolucionária russa Vera Zasulich. Depois de retornar à Rússia, Struve tornou-se um dos editores de sucessivas revistas marxistas legais. Struve foi também o orador mais popular nos debates do marxismo legal na Sociedade Econômica Livre no final da década de 1890–início de 1900, apesar dos seus argumentos muitas vezes impenetráveis para os leigos e da sua aparência descuidada.
Escreveu a parte agrária do relatório da delegação russa, entregue por G.V. Plekhanov. Tornou-se editor das primeiras revistas marxistas Novoye Slovo (1897), Nachal (1899) e Zhizn (1899–1901). Entre os livros sobre teoria e história do capitalismo e do movimento operário de 1898, o primeiro volume de O Capital de Karl Marx foi publicado sob sua direção. Para o I Congresso do Partido Operário Social-Democrata Russo em 1898, ele escreveu o "Manifesto do Partido Operário Social-Democrata Russo"—o primeiro documento deste partido. Em 1899, na sua obra "A Teoria do Desenvolvimento Social de Marx", publicada na Alemanha em alemão, ele criticou as opiniões de Marx sobre a inevitabilidade da revolução social.
Em abril de 1900, em Pskov, participou da reunião organizacional sobre a criação do jornal Iskra: um lado foi representado por Vladimir Lênin, Julius Martov, A. N. Potresov, S. I. Radchenko; o outro, por ele junto com M. I. Tugan-Baranovsky.

### No movimento liberal
Posteriormente, as buscas ideológicas de Struve o levaram do marxismo ao idealismo filosófico e ao conservadorismo liberal.
Em 1900, Struve tornou-se um líder da ala revisionista, isto é, conciliadora, dos marxistas russos. No verão de 1900, estabeleceu contatos com a ala constitucionalista dos liberais zemstvo, em particular com I. I. Petrunkevich. Assim, Struve começa a unir todas as forças antiautocráticas que compartilham a ideia de liberdade política. Ele e Mikhail Tugan-Baranovsky representaram os moderados durante as negociações realizadas no inverno em Munique com os líderes da ala radical do partido, Julius Martov, Alexander Potresov, Plekhanov, Lênin, Potresov e Vera Zasulitch. No final de 1900, Struve foi a Munique e novamente manteve longas conversações com os radicais entre dezembro de 1900 e fevereiro de 1901. Os dois lados finalmente chegaram a um acordo que incluía tornar Struve o editor da Sovremennoe Obozrenie (Revisão Contemporânea), um suplemento proposto para a revista radical Zaria (Aurora), em troca de sua ajuda para garantir o apoio financeiro dos liberais russos. O plano foi frustrado pela prisão de Struve na famosa manifestação na Praça Kazan, em 4 de março de 1901, imediatamente após seu retorno à Rússia. Struve foi banido da capital e, como outros manifestantes, foi convidado a escolher seu próprio local de exílio. Ele escolheu Tver, um centro do radicalismo Zemstvo. Seu admirador, o editor D. E. Zhukovsky oferece-lhe dinheiro para publicar no exterior uma revista promovendo a criação de um governo constitucional na Rússia. Struve passa a buscar permissão das autoridades para viajar para o exterior. Com a ajuda de conhecidos influentes, ele a recebe e parte para a Alemanha em dezembro.

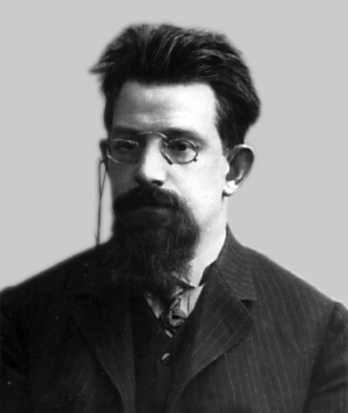
Struve na década de 1900

No exílio desde 1901, foi editor da revista Osvobozhdeniye ("Libertação") desde 1902. Ainda no exílio, tornou-se o iniciador e um dos autores da coleção "Problemas do Idealismo" (1902), na qual procurou fundamentar os fundamentos filosóficos da política liberal idealista e, por motivos de censura, falou sob pseudônimo.
Em 1902, Struve deixou secretamente Tver e foi para o estrangeiro, mas nessa altura os radicais já tinham abandonado a ideia de uma revista conjunta e a evolução posterior de Struve do socialismo para o liberalismo teria tornado a colaboração difícil de qualquer maneira. Em vez disso, ele fundou uma revista semestral liberal independente Osvobozhdenie (Libertação) com a ajuda da intelligentsia liberal e da parte radical de Zemstvo. A revista foi financiada por D. E. Zhukovsky e publicada pela primeira vez em Stuttgart, Alemanha (1 de julho de 1902–15 de outubro de 1904). Em meados de 1903, após a fundação da liberal Soyuz Osvobozhdeniya (União de Libertação), a revista tornou-se o órgão oficial da União e foi contrabandeada para a Rússia, onde obteve considerável sucesso. Quando a polícia alemã, sob pressão da Okhrana, invadiu as instalações em Outubro de 1904, Struve transferiu as suas operações para Paris e continuou a publicar a revista por mais um ano (15 de Outubro de 1904–18 de Outubro de 1905) até que o Manifesto de Outubro proclamou a liberdade de imprensa na Rússia.
Foi um dos fundadores da liberal "União de Libertação". Em 1904, como delegado deste movimento, participou na Conferência de Paris da Oposição e dos Partidos Revolucionários da Rússia.
Em 1905 ele retornou à Rússia, uma anistia concedida a ele pessoalmente a pedido de Serguei Witte o alcançou no caminho. Tornou-se cofundador e membro do Comitê Central do Partido Constitucional Democrata liberal (1905-1915); deixou o Comitê Central em 8 de junho de 1915, e deixou efetivamente o partido em 1908. Em 15 de dezembro, sua revista "Estrela Polar" começou a ser publicada. Em 20 de março de 1906, foi fechada pela censura e Struve foi levado à justiça.
De 1906 a 1917, foi professor no Instituto Politécnico de São Petersburgo; adquiriu o cargo de professor associado, desde 30 de junho de 1914, e depois de professor extraordinário e de chefe do departamento de economia política. A principal obra econômica de Struve é "Economia e Preço", suas dissertações de mestrado (volume I, defendido em 7 de dezembro de 1913 na Universidade Imperial de Moscou) e doutorado (volume II, defendido em 17 de fevereiro de 1917 na Universidade Imperial de Kiev de São Vladimir).

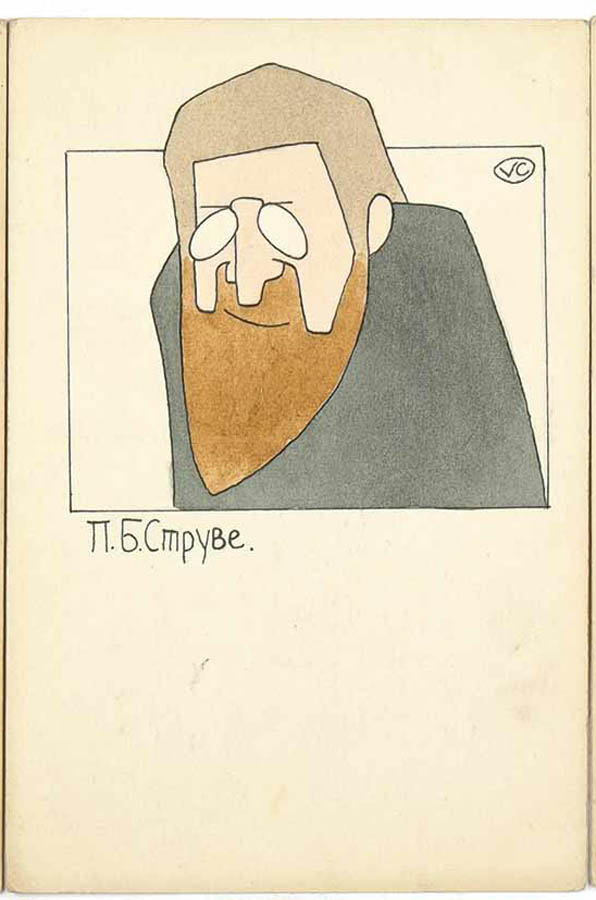
Caricatura de P.B. Struve por Valery Carrick

Em 1906, em novembro após a morte de Viktor Goltsev, foi convidado pelo membro do conselho editorial A. A. Kiesewetter para se tornar coeditor (este último chefiou a revista "Pensamento Russo" apenas nesta condição). No verão de 1911, devido a divergências, Kiesewetter renunciou e Struve permaneceu como editor até ser encerrado pelos bolcheviques em 1918.

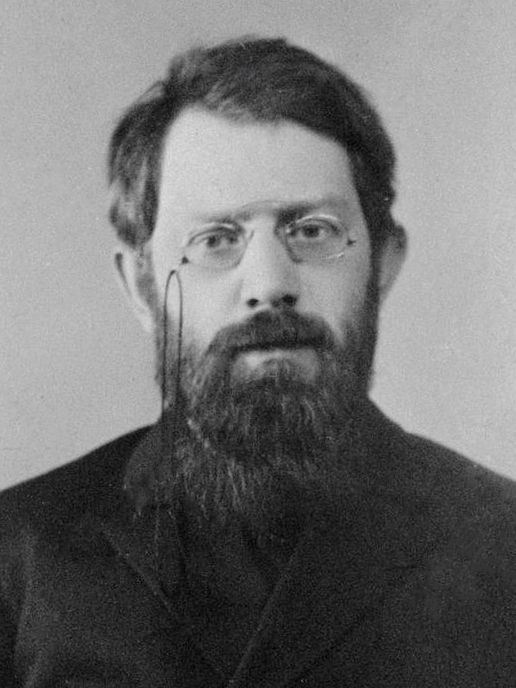
Struve como membro da Duma Estatal

Em 1907, foi deputado da Segunda Duma de Estado de São Petersburgo e conselheiro estadual. Na Duma, chefiou a comissão para garantir o descanso normal dos funcionários dos estabelecimentos de comércio e artesanato. Após a dissolução da Duma em 3 de junho de 1907, Struve concentrou-se em seu trabalho no Russkaya Mysl (Pensamento Russo), um importante jornal liberal, do qual era editor-chefe de fato desde 1906.
Desde o outono de 1907, foi um dos funcionários mais próximos do Semanário de Moscou (editor E. N. Trubetskoy).
Struve foi a força motriz por trás dos Vekhi ("Marcos", 1909), uma antologia inovadora e controversa de ensaios críticos da intelectualidade e de suas tradições racionalistas e radicais. Dentre os participantes além dele, estavam articulistas com ideias semelhantes, tal como  N. A. Berdyaev, S. N. Bulgakov, S. L. Frank, M. O. Gershenzon, A. S. Izgoev, B. A. Kistyakovskii. Como editor do Russkaya Mysl, Struve rejeitou o romance seminal de Andrei Biéli, Petersburgo, que ele aparentemente viu como uma paródia de intelectuais revolucionários.
Com a eclosão da Primeira Guerra Mundial em 1914, Struve adotou uma posição de apoio ao governo e, em 1916, renunciou ao Comitê Central do Partido Democrata Constitucional por causa do que considerou a oposição excessiva do partido ao governo em tempos de guerra.
Em 1915, foi presidente do Comitê Interdepartamental Especial Secreto para Limitar o Abastecimento e o Comércio do Inimigo, do Ministério do Comércio e Indústria (até 1917). No mesmo ano, ingressou na Comissão Acadêmica para o Estudo das Forças Produtivas Naturais (KEPS), chefiada pelo acadêmico V. I. Vernadsko. Consultou o novo administrador-chefe do Ministério da Indústria e Comércio V. N. Shakhovsky (desde 18 de fevereiro de 1915) sobre questões sociais.
Em 1916, Struve tornou-se representante da União Zemstvo Pan-Russa na Reunião Especial sobre Assuntos Alimentares (até 1917) e recebeu um doutorado honorário da Universidade de Cambridge.
Em abril-maio de 1917, foi diretor do Departamento Econômico do Ministério das Relações Exteriores. Em maio foi eleito acadêmico ordinário da Academia Russa de Ciências (em expulsão arquitetada pelos bolcheviques em 1918, reintegrado em 1990).
Foi participante da Conferência Estadual. Membro do Pré-Parlamento, foi membro da comissão de assuntos internacionais de lá, e ali falou a partir de posições anti-revolucionárias e defensistas.

### Luta contra os bolcheviques
Struve teve uma atitude negativa em relação à Revolução de Outubro. Em dezembro, já como parte da organização ilegal "Centro Direito", juntamente com outro de seus representantes G. N. Trubetskoy, em 26 de dezembro de 1917, foi para o Don. Em Novocherkassk, durante o início da formação do Exército Voluntário, ele, juntamente com Pavel Milyukov contribuiu para a resolução do conflito entre os generais Mikhail Alekseyev e L. G. Kornilov sobre a divisão de poderes. Eleito para o Conselho Civil de Don, que foi uma reunião política sob o comando do general Alekseev.
No início de 1918 ele retornou a Moscou, onde viveu sob um nome falso durante a maior parte do ano, contribuiu para Iz Glubiny (traduzido como De Profundis ou Das Profundezas, 1918), uma continuação para Vekhi, e publicou vários outros artigos notáveis sobre as causas da revolução.
Em fevereiro de 1918, no momento da retirada forçada do exército do Oblast da Hoste do Don para a Primeira Campanha de Kuban, os militares tentaram não levar civis consigo, e Struve teve que deixar o exército. Através de Tsaritsyn, ele e seus companheiros (N. S. Arsenyev, G. N. Trubetskoy e seu filho Kostya) chegaram a Moscou no início de março e viveram ilegalmente até agosto. Participou de reuniões ilegais do Sindicato dos Proprietários de Terras. Em maio, ele participou da criação da mais poderosa organização clandestina antibolchevique "Centro Nacional" e trabalhou ativamente em sua filial em Moscou.

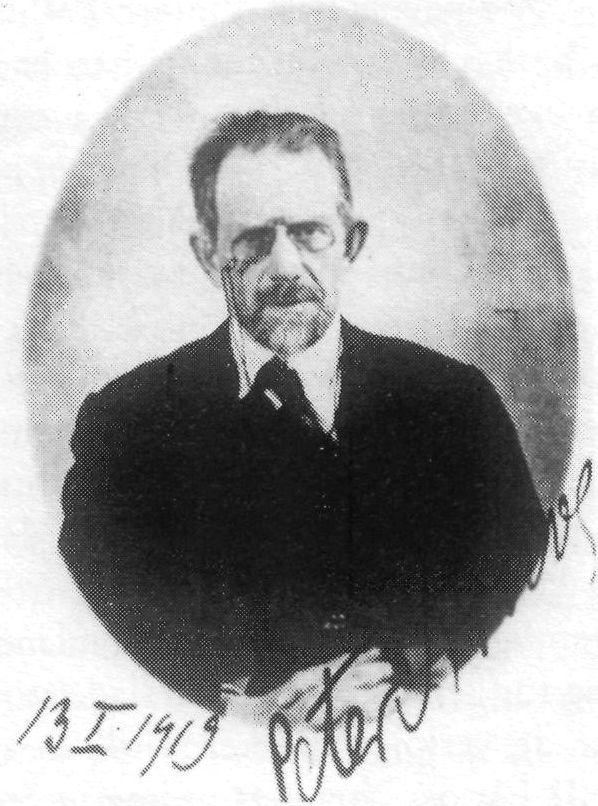
Struve em 1919

Com o início do Terror Vermelho, lançado pelos bolcheviques após a tentativa de assassinato de Lênin, ele deixou Moscou e através da província de Novgorod e Petrogrado chegou à província de Vologda, onde se escondeu na propriedade Alyatino. Em novembro de 1918, junto com seu guia Arkady Borman, ele viajou ilegalmente pelo Norte da Rússia. Tendo parado brevemente em Petrogrado, com a ajuda da sua escolta, ele cruzou ilegalmente—como enviado do "Centro Nacional"—a fronteira finlandesa em 9 de dezembro. No início de janeiro, o General Nikolai Yudenich reuniu-se com os representantes do Centro, Struve e A. V. Kartashev, e chegaram à mesma decisão que o General Denikin e o Almirante Kolchak (independentemente deles), a saber: os benefícios da estreita cooperação com representantes do "Centro Nacional", que estavam prontos para apoiar totalmente a ditadura militar até a convocação de uma Assembleia Constituinte livremente eleita e ao mesmo tempo conduzir atividades políticas ativas no campo dos Aliados vitoriosos a favor dos exércitos voluntários, apoiando-se na sua consistente posição anti-alemã e no reconhecimento do seu perfil liberal-democrático. Os membros deste grupo antibolchevique que chegaram de Petrogrado a Helsinque mostraram grande energia depois de se reunirem com o General Yudenich e prepararam habilmente o caminho para que ele liderasse o centro político-militar na Finlândia.
Mas Struve não gostou das terras finlandesas. Em meados de janeiro ele foi para Londres. Lá ele passou seis semanas, principalmente na companhia da família de Ariadna Tyrkova-Williams e do embaixador russo K. D. Nabokov. Em Londres, participou nos trabalhos do "Comité de Libertação da Rússia", organizado no início de Fevereiro de 1919. O comitê, cujo colega da RAS, o acadêmico M. I. Rostovtsev, foi eleito presidente, e A. V. Tyrkova-Williams como secretária, também incluiu P. N. Milyukov, V. D. Nabokov, I. V. Shklovsky (vice-presidente), K. D. Nabokov. O relatório oficial sobre o trabalho do comitê observou que sua principal tarefa era promover o renascimento da Rússia e aumentar o prestígio da Rússia no exterior. Para atingir estes objetivos, o Comitê publica diariamente boletins informativos impressos com informações factuais sobre o que estava acontecendo na Rússia. Ele organizou a ampla distribuição de telegramas. Desde a primavera de 1919, o comitê estabeleceu contato com o governo do almirante Aleksandr Kolchak e passou a receber dele subsídios.
Em março-setembro de 1919, em Paris, participou nos trabalhos da "Conferência Política Russa". Na RSFSR, por decisão judicial, foi condenado à morte. No início de outubro chegou ao sul da Rússia, em Rostov-on-Don, e chefiou a redação do jornal "Grande Rússia".
Ele se tornou membro da Reunião Especial do General Anton Denikin. Em fevereiro de 1920, após a derrota de Denikin , ele foi evacuado de Novorossiysk para Constantinopla. Foi membro do governo do General P. N. Wrangel (chefe do departamento de relações exteriores). Teve grande influência na formação da política governamental, que caracterizou como "política de esquerda com mão direita". Através dos seus esforços, a França reconheceu de fato o governo Wrangel. A evacuação das tropas brancas da Crimeia encontrou-o numa missão diplomática.

### Atividades no exílio
Com a derrota do exército de Wrangel em novembro de 1920, Struve partiu para a Bulgária, onde relançou Russkaya Mysl sob a égide da editora emigrada "Russko-Bolgarskoe knigoizdatel'stvo".
Em janeiro de 1921 aposentou-se e voltou para Paris, onde permaneceu até sua morte em 1944. Tentou retomar a revista mensal literária e política "Pensamento Russo", que, sob sua direção, foi publicada em 1921 em Sófia, depois em Praga (1922-1923), Berlim (1923-1926) e, finalmente, em 1927 em Paris. Mas como Struve naquela época dedicou toda a sua energia à sua outra "ideia" - o jornal Vozrozhdenie, ele teve que finalmente abandonar a ideia de renovar o Pensamento Russo na emigração. Editou o jornal de 11 de maio de 1925 - desde a assinatura do contrato - até ser afastado do jornal em 16 de agosto de 1926. Na Bulgária, Struve deixou muitos seguidores no campo da economia, especialmente os seus alunos, que emigraram e assumiram cargos acadêmicos em universidades búlgaras (os mais famosos são Simeon Demosthenov e Naum Dolinsky).

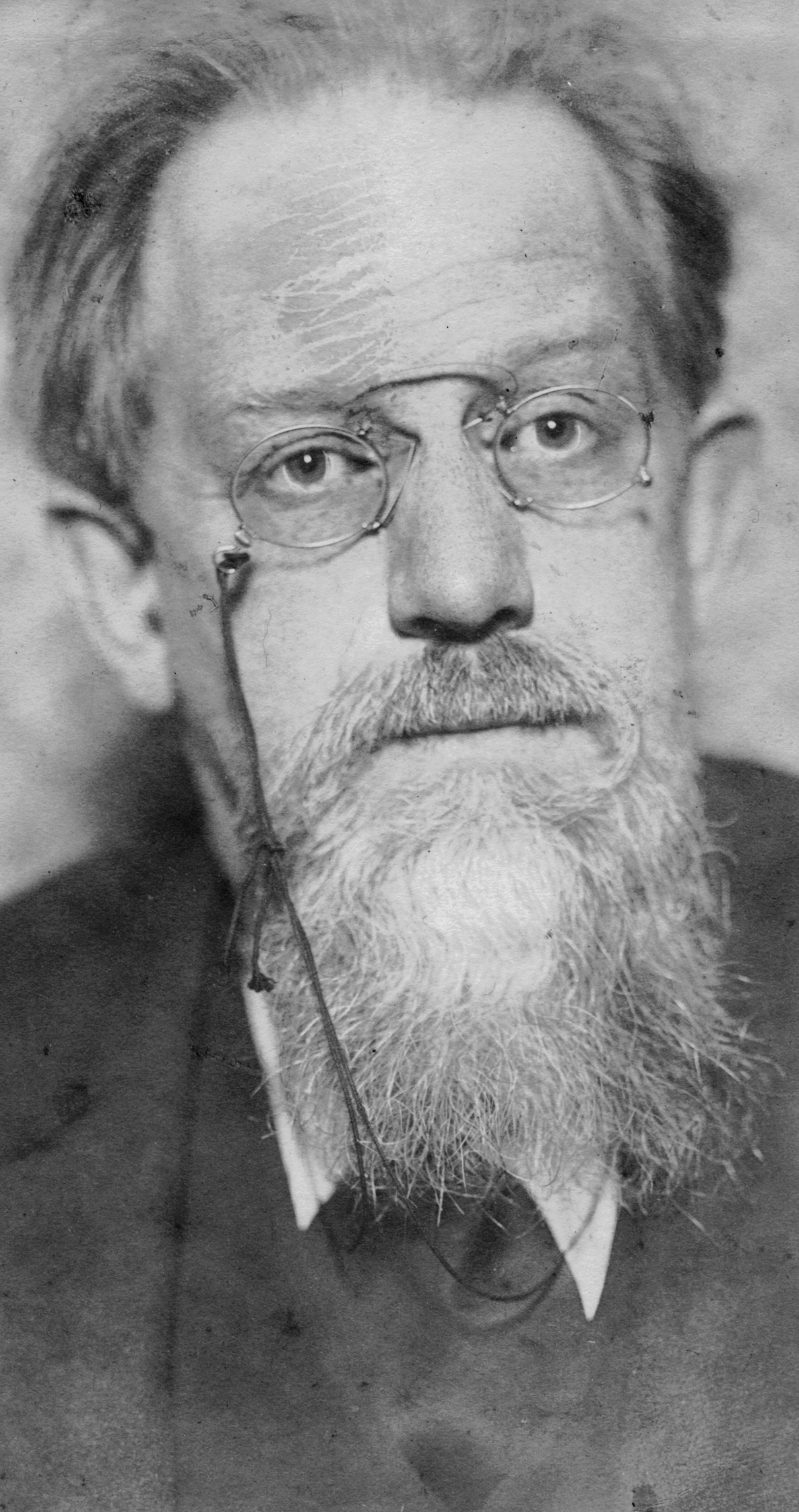
Struve na década de 1920

Tornou-se membro dos Grupos Acadêmicos de Paris e Bruxelas e membro do Conselho do Instituto de Direito e Economia Russa da Faculdade de Direito de Paris. Um dos organizadores do Comitê Nacional Russo (1921-1940) e desde a fundação um camarada do presidente do Comitê Nacional Russo em Praga. Um dos fundadores da Irmandade de Hagia Sophia, revivida em Praga em 1923, e seu líder ativo. Um dos primeiros membros desde 1925 da revivida "Sociedade Histórica Russa" em Praga. Foi eleito presidente do Congresso Estrangeiro Russo, realizado em Paris em abril de 1926. Participou das atividades da Faculdade Russa de Direito em Praga. Editou a revista semanal "Rússia" (1927-1928). A partir de 1928 viveu em Belgrado: foi-lhe oferecido o cargo de presidente do departamento de ciências sociais do Instituto Científico Russo. Ele ministrou um curso de sociologia nos departamentos de Belgrado e Subotica. Editou o semanário "Rússia e Eslavismo" (1928-1934), depois que se aposentou da atividade política. Membro da União dos Escritores e Jornalistas Russos no Reino da Iugoslávia, tornou-se seu presidente em 1930-1931.
"A figura mais colorida era Pyotr Bernhardovich Struve, com sua exuberante barba grisalha, como se estivesse imerso nela e cochilando em uma cadeira com os olhos semicerrados, mas sem perder uma palavra do que foi dito ou lido, e então realizava uma derrota lógica do pobre orador."

- Lidiia Alekseeva, Das Memórias de Belgrado
Vasily Shulgin relembrou uma de suas palestras sobre a Revolução de Fevereiro para membros do NTS, que contou com a presença de Struve. Após a palestra, iniciou-se um debate e Struve afirmou que tinha a única razão para criticar Nicolau II - a de que ele era demasiado brando com os revolucionários, que, segundo Struve, precisavam de ser "destruídos impiedosamente". Shulgin perguntou brincando se Struve achava que ele próprio deveria ter sido destruído. Struve, extremamente animado, exclamou:
"- Sim!
E, levantando-se da cadeira, caminhou pelo corredor, balançando a barba grisalha.

- Sim, e eu primeiro! Exatamente! Assim que qualquer revolucionário levantasse a cabeça - bam! - bem no crânio!"
Como resultado, o presidente, temendo pela saúde de Struve, foi forçado a interromper a discussão.
No final da vida trabalhou nas obras "Sistema de Filosofia Crítica" (o manuscrito foi perdido) e "História Sócio-Econômica da Rússia" (não concluída, publicada em 1952). Em 1941, foi preso pelos ocupantes alemães como "amigo de Lênin". Libertado após três meses de prisão. Em julho de 1942, ele e a esposa conseguiram ir a Paris visitar os filhos. A morte o alcançou lá no inverno de 1944. Ele foi enterrado no cemitério de Sainte-Geneviève-des-Bois.

## Vida pessoal

### Religião
O pai de Struve era ortodoxo russo, enquanto sua mãe era luterana. Durante seus anos marxistas, Struve foi um cético religioso. Posteriormente, retornou à ortodoxia, mantendo uma visão fortemente personalista e próxima do protestantismo.

### Família
Ele era casado com Nina Alexandrovna, nascida Gerd (1867-1943), filha de Aleksandr Gerda. Seus filhos tiveram destaque na Igreja Ortodoxa Russa no Exterior.[carece de fontes?]

### Lista de obras

#### Em inglês:
- Collected Works in 15 volumes, ed. Richard Pipes, Ann Arbor, MI, University Microfilms, 1970
- "Past and present of Russian economics" in Russian realities & problems: Lectures delivered at Cambridge in August 1916, by Pavel Milyukov, Peter Struve, Harold Williams, Alexander Sergeyevich Lappo-Danilevsky and Roman Dmowski, Cambridge, University press, 1917, 229p.
- "Foreword", in Alexander A. Valentinov. The assault of heaven; the black book containing official and other information illustrating the struggle against all religion carried by the Communist government in Russia, [Berlin, M. Mattisson, ltd., printer, 1924], xxiv, 266p.
- Food Supply in Russia During the World War, Yale University Press, 1930, xxviii, 469p.
- Struve, Gleb. “From Peter Struve’s Unpublished Correspondence.” The Russian Review 8, no. 1 (1949): 62–69. https://doi.org/10.2307/125475.

##### Artigos:
- “Russia.” The Slavonic Review 1, no. 1 (1922): 24–39. http://www.jstor.org/stable/4201584.
- Struve, Peter, and B. P. “Ivan Aksakov.” The Slavonic Review 2, no. 6 (1924): 514–18. http://www.jstor.org/stable/4201775.
- “Walter Scott and Russia.” The Slavonic and East European Review 11, no. 32 (1933): 397–410. http://www.jstor.org/stable/4202783.
- “My Contacts with Rodichev.” The Slavonic and East European Review 12, no. 35 (1934): 347–67. http://www.jstor.org/stable/4202898.
- “Prince A. D. Obolensky.” The Slavonic and East European Review 12, no. 35 (1934): 447–48. http://www.jstor.org/stable/4202906.
- “My Contacts and Conflicts with Lenin: I.” The Slavonic and East European Review 12, no. 36 (1934): 573–95. http://www.jstor.org/stable/4202926.
- “My Contacts and Conflicts with Lenin: II.” The Slavonic and East European Review 13, no. 37 (1934): 66–84. http://www.jstor.org/stable/4202959.
- “Alexander Potresov.” The Slavonic and East European Review 13, no. 38 (1935): 434–35. http://www.jstor.org/stable/4203015.
- “English Tissue-Printing in Russia: An Episode in Russian Economic History.” The Slavonic and East European Review 19, no. 53/54 (1939): 303–10. http://www.jstor.org/stable/4203600.

#### Em russo e outros idiomas:
- Критические заметки к вопросу об экономическом развитии России. — СПб., 1894. — 301 с.
- Die Marxsche Theorie der sozialen Entwicklund. Ein kritischer Versuch. // «Arhiv fur Sozialt Gesetzgebund und Statistik», 1899.
  - Марксовская теория социального развития — Киев, 1905. — 63 с.
  - Марксова теория социального развития. Критический опыт. / Перевод А. В. Чусовой под редакцией Н. С. Плотникова. // Исследования по истории русской мысли: Ежегодник за 2000 год. — М.: ОГИ, 2000.
- Betrachtungen über die russische Revolution. In: Melnik, J. (1906): Russen über Russland. Frankfurt a. M., Rütten & Loening, S. 1-16.
- Отрывки о государстве // Русская Мысль. 1908. № 5.
- Patriotica. Политика, культура, религия, социализм / Сб-к статей за 5 лет (1905—1910). — СПб., изд. Д. Жуковского. — 1911. — 620 с.
- Крепостное хозяйство. М. Изд. М. и С. Сабашниковых. 1913.
- Хозяйство и цена. Часть вторая. М.: Изд. П. П. Рябушинского. 1916.
- Историческое введение в политическую экономию, 1916
- Исторический смысл русской революции и национальные задачи. // Из глубины. Сборник статей о русской революции. — 1918.
- Размышления о русской революции — София, 1920. — 34 с.
- Генерал П. Н. Врангель. // Россия. — 1928. — № 35. — С. 1.
- Наблюдения и исследования из области хозяйственной жизни и права Древней Руси. I. Существовал ли в Древней Руси феодальный правопорядок? — II. Наименование `крестьянин`. Отдельный оттиск из `Сборника русского института в Праге`. — Прага: Типография `Политика.` 1929.
- Три стиля русской исторической науки и С. Ф. Платонов. // История и историография России : из научно-литературного наследия русского зарубежья. М: Русский мир. 2006.
- Мои встречи и столкновения с Лениным // Вестник РХД. — 1970. — № 1—2 (95—96). — С. 143—166.
- Избранные сочинения. — М.: РОССПЭН, 1999. — ISBN 5-86004-145-4.